# Viera Husáková
Viera Husáková, rozená Čáslavská, (14. června 1923 Bratislava – 20. října 1977 Bratislava) byla slovenská novinářka a překladatelka z francouzštiny a němčiny, první dáma Československa z pozice druhé manželky osmého československého prezidenta Gustáva Husáka.

## Život
Narodila se v dobře zajištěné české rodině žijící v Bratislavě. Jejím otcem byl inspektor státních lesů Karel Čáslavský. Díky rodinnému zázemí jí bylo dopřáno dobré vzdělání, což později zúročila v roli první dámy. Vystudovala právnickou fakultu v Bratislavě, vstoupila do Komunistické strany Československa, pak se vdala za právníka Jozefa Millera. Z manželství s Millerem vzešly dvě děti – syn Vladimír a dcera Alexandra.
Od roku 1948 pracovala jako redaktorka komunistických novin Pravda. Poté, co její první manžel upadl v 50. letech 20. století v nemilost komunistického režimu, odešla do méně exponovaného místa v redakci časopisu Slovenka. Přes všechny ústrky zůstávala přesvědčenou komunistkou. Na začátku šedesátých let získala místo v časopise Kultúrny život, kde se poprvé potkala s Gustávem Husákem (podle jiné verze s ní měl Husák známost už v době Slovenského národního povstání). Kvůli Husákovi se později rozvedla.
K sňatku došlo až v roce 1973, když byl Husák, přední komunistický funkcionář, pozván Indirou Gándhíovou i s manželkou na oficiální návštěvu Indie. Protože byl Husák rozvedený, proběhla před touto cestou urychlená a utajená svatba. Viera i nadále poté žila v Bratislavě a do Prahy cestovala jen na oficiální akce nebo na víkendy. V roce 1975 se Gustáv Husák stal československým prezidentem.

### Smrt
V pondělí 17. října 1977 byla Husáková hospitalizována v lázních Bardejov kvůli ozdravnému pobytu, a to společně se sekretářkou předsedy vlády SSR Blankou Schmizingovou. Ve čtvrtek 20. října kolem 13. hodiny šly spolu na oběd do vily Carola. Husáková, která byla silně krátkozraká a nosila tmavé brýle, přehlédla schod u vchodových dveří, zakopla o něj a upadla na levý bok. Protože trpěla zvýšenou lámavostí kostí, naštípla si při tomto pádu levou ramenní kost. Přestože by tuto frakturu dokázali ošetřit místní lékaři, byl o úrazu informován hlavní chirurg bratislavského Státního sanatoria profesor Pavol Novák (který Husákové v letech 1974 a 1976 ošetřoval dvě dřívější zlomeniny) a ten rozhodl o jejím převozu do Bratislavy, ačkoliv ho ředitel výslovně žádal, aby tento transport zvážil.
Vrtulník Leteckého oddílu Federálního ministerstva vnitra Mi-8, s imatrikulací B-8428, přistál v Bardejově před 17. hodinou. Profesor Novák, který s ním přiletěl, po prohlédnutí rentgenových snímků potvrdil svůj předchozí příkaz okamžitě transportovat Husákovou do Bratislavy (ačkoliv vedení lázní počítalo s tím, že odlétat budou až druhý den po rozednění a všem zařídilo nocleh a stravu). Kapitán letu Milan Fabík také naléhal na co nejrychlejší odlet zpět. V 17:13 tak vrtulník s Husákovou, Novákem a třemi členy posádky odstartoval nejprve do Popradu, kde natankovali palivo, a poté přímo do Bratislavy. Během letu se však výrazně zhoršilo počasí na letišti v Bratislavě: zatímco v 17:30 bylo jasno s viditelností 1800 m, vzápětí se začala tvořit mlha a v 18:00 už byla viditelnost jen 400 m, v 19:00 dokonce jen 50 m a letiště přestalo odbavovat, dispečink posádce vrtulníku doporučil přistát v Piešťanech. Kapitán Fabík to odmítl a místo toho v 19:20 (kdy byli cca 9 km od cíle) požádal o plné rozsvícení naváděcích světel v Bratislavě. První pokus o přistání kolem 19:30 se nezdařil, pilot byl zřejmě oslněn naváděcími světly a požádal o jejich ztlumení. Při druhém pokusu v 19:35 však vrtulník pár metrů od okraje dráhy havaroval, došlo k jeho částečnému roztříštění a k vymrštění většiny členů posádky do okolí. V husté mlze a bez naváděcích signálů byly trosky vrtulníku nalezeny až ve 20:38. Husáková i personál vrtulníku byli po smrti, profesora Nováka vyprostili z kabiny v bezvědomí, ale i on zemřel během několika hodin.
Podle závěrečné zprávy z 15. listopadu 1977, kterou sepsal podplukovník Juraj Gbúr, byl pilot během přistání v mlze oslněn světelnou řadou Calvert a po jejím ztlumení začal s vrtulníkem prudce klesat k ranveji. Poté, co se v malé výšce dostal nad posekané kukuřičné pole, se ve vzduchu zvířily zbytky rostlin a prach, pilot ztratil prostorovou orientaci a vlivem setrvačnosti stroje už nedokázal vystoupat zpět, vrtulník naopak ještě několik sekund klesal a nakonec zavadil předním podvozkovým kolem i okrajem listů rotoru o zem. Za příčinu nehody tak byla označena chyba posádky, která se rozhodla letět v krajně nevhodných podmínkách: „Povětrnostní podmínky v době přiblížení na přistání na Letišti Bratislava Ivanka byly naprosto nevhodné pro přistání a již předem vylučovaly úspěšné dokončení přistání.“
Prezident republiky Husák byl o nehodě informován téhož večera (ostatně sám několikrát telefonoval do Bratislavy, aby mu potvrdili, zda jeho žena v pořádku dorazila do sanatoria). Úmrtí manželky jím velmi otřáslo, na několik týdnů se zcela stáhl z veřejného života a jeho psychický stav byl zjevný i při jeho novoročním projevu 1. ledna 1978.
Pohřeb Viery Husákové se konal 24. října 1977 v Bratislavě.